# خط طول 137° غرب
خط طول 137° غرب هو أحد خطوط الطول الجغرافية، والتي تمتد من القطب الشمالي الجغرافي إلى القطب الجنوبي الجغرافي، وحسب التحويل الزمني يتأخر خط طول 137° غرب عن خط غرينتش بـ9 ساعات و8 دقائق.

## من القطب إلى القطب
ينطلق خط طول 137° غرب من القطب الشمالي نحو القطب الجنوبي مرورا بالمناطق التي ترد في الجدول التالي:
| الإحداثيات                           | البلد أو الإقليم أو البحر | ملاحظات |
| ------------------------------------ | ------------------------- | --- |
| 90°0′N 137°0′W / 90.000°N 137.000°W  | المحيط المتجمد الشمالي    | |
| 74°15′N 137°0′W / 74.250°N 137.000°W | بحر بيوفورت               | |
| 68°55′N 137°0′W / 68.917°N 137.000°W | كندا                      | يوكون (إقليم) كولومبيا البريطانية — من 60°0′N 137°0′W / 60.000°N 137.000°W                                                                              |
| 59°5′N 137°0′W / 59.083°N 137.000°W  | الولايات المتحدة          | ألاسكا |
| 58°25′N 137°0′W / 58.417°N 137.000°W | المحيط الهادئ             | |
| 18°18′S 137°0′W / 18.300°S 137.000°W | تاهيتي                    | بيكاروها atoll |
| 18°22′S 137°0′W / 18.367°S 137.000°W | المحيط الهادئ             | مرورا بغرب Tenararo atoll, تاهيتي (في 21°18′S 136°45′W / 21.300°S 136.750°W) · مرورا بشرق Morane atoll, تاهيتي (في 23°9′S 137°6′W / 23.150°S 137.100°W) |
| 60°0′S 137°0′W / 60.000°S 137.000°W  | المحيط الجنوبي            | |
| 74°43′S 137°0′W / 74.717°S 137.000°W | القارة القطبية الجنوبية   | المطالب الإقليمية بالقارة القطبية الجنوبية |